# Iliri
Iliri (grčki: Ἰλλυρıοί, Illyrioí, latinski: Illyrii), skupina srodnih naroda koji od prapovijesnoga doba nastanjuju zapadni i unutarnji dio jugoistočne Europe. U Hrvatskoj i BiH: Ardijejci, Daorsi, Delmati, Liburni, Japodi, Histri, Skordisci; u Crnoj Gori: Dokleati; u Albaniji: Taulanti, Enhelejci, Labeati i dr.; u unutrašnjosti Balkana: Autarijati, Dardanci, Mezeji, Breuci, Kolapijani i dr. Dopiru i do talijanske strane Jadrana: Peligni, Daunijci, Japigi i dr. Jedinstven naziv koristi se od antičkoga doba, iako obuhvaća različit, ali jezično srodan indoeuropski etnički supstrat, također pod različitim kulturnim, poslije i asimilacijskim utjecajima, osobito keltskim, grčkim te rimskim. Starogrčki pisci (od 6. st. pr. Kr.) isprva govore o Ilirima kao stanovnicima uz Jonsko i južno Jadransko more. Poslije u sklop ilirskih plemena uvrštavaju žitelje područja uz istočnojadransku obalu do sjevera te do rijeka Dunava i Morave u unutrašnjosti. 

Razjedinjena ilirska plemena vode lokalne ratove s grčkim naseljenicima još od VII. st. pr. Kr. Tada se javlja i prva ilirska država pod vodstvom Enhelejaca (legendarni dolazak Kadma i Harmonije iz grčke Tebe). Poslije se država širi od srednjodalmatinskih otoka do Epira te u unutrašnjosti do Dardanije i Sjeverne Makedonije. Ardijejska država pod Teutom prostire se od Neretve do Epira; nepovoljan ishod rata s Rimljanima (228. pr. Kr.) zbog gusarenja. Djelomična pacifikacija područja nastupa nakon rata i rimske okupacije 168. pr. Kr. U kasnijim ustancima, koje Rimljani surovo ugušuju, ističu se Japodi i Delmati te Breuci (Batonov ustanak, 6. – 9. g.), a ilirsko se područje uključuje u rimski upravni sustav. Mnogi Iliri stječu rimska građanska prava, a pojedinci obnašaju i najviše državne funkcije: istaknuti rimski carevi ilirskoga roda jesu Aurelijan, Prob, Dioklecijan i Konstantin. Arheološki ostaci karakterističnih gradina, utvrđenih naselja na humcima, te grobnih humaka (tumuli) na cijelom ilirskom prostoru; razvijena kamena plastika, situlska (figuralna) umjetnost, ostaci oružja, novca i nakita od bronce i jantara; slabo sačuvani jezični spomenici (pretežno imena). Iliri znatno sudjeluju u etnogenezi današnjih Albanaca, ali i doseljenih južnoslavenskih naroda.

## Podrijetlo
Ime Ilira dovodi se u vezu sa zmijom, što prvi opaža Otto Gruppe. Prema legendi Feničanin Kadmo naselio se među Enhelejce i oženio se Harmonijom koja mu je rodila sina Illyriosa kojega je odmah po rođenju obavila zmija i prenijela mu svoju magičnu snagu, pa će on postati ilirski rodonačelnik. Zmija koja je obavila Illyriosa dovodi se pak u vezu s hetitskom zmijom Ilurjankom (Hilluryankas), prikazanom na reljefima u Maloj Aziji. Ime Ilira i hetitske zmije svakako nije slučajno. Zmija je igrala važnu ulogu i u religioznom životu Ilira.
Značajno je napomenuti da su ime "Iliri" (Illyrioi) koristili Heleni da bi opisali svoje nehelenske susjede na sjeverozapadu, (Illyrii proprie dicti) no tijekom II. i napose I. stoljeća pr. Kr. i posl. Kr. ilirsko ime su Rimljani postupno proširili i na ostale: (Liburni, Japodi, Panoni), što približno odgovara teritoriju rimske provincije Ilirik (Illyricum). Na osnovu svjedočanstava antičkih pisaca, autohtonih imena ilirskih plemena iz rimskoga doba i arheoloških kultura željeznoga doba danas se razlikuju posebne šire etničke zajednice Ilira: Histri, Japodi, Liburni, Dalmati, Panoni.
Starije mišljenje Gustava Kossinne je bilo da su podrijetlom iz Lužice u Njemačkoj odakle bi došli na balkansko područje i izazvali seobu Grka oko 1300. pr. Kr. Taj proces njihova doseljenja je značio kraj za brončanodobne zajednice koje su prije njih živjele na tim prostorima (koji se na području Istre nazivaju Gradinjci). Noviju teoriju su razvili Alojz Benac i Borivoj Čović 1960-tih, čime su uglavnom diskreditirali prijašnja mišljenja o Ilirima kao pridošlicama. Po njihovu mišljenju, željeznodobne skupine na Balkanu poznate kao "Iliri" su uglavnom autohtone, a povremene seobe (poput Hallstattskih seoba, odnosno širenja La Tenske kulture popularno poznate kao Kelti u 4. – 3. stoljeću pr. Kr.) nisu značajno izmijenile etnički supstrat domaćeg stanovništva koji je evoluirao kroz stadije koje Benac definira kao pred-Ilire, proto-Ilire i Ilire. Najraniji starogrčki pomorci do polovice 1. tisućljeća pr. Kr., pri plovidbi duž istočnojadranske obale zapisali su imena desetak najstarijih prapovijesnih plemena iz brončanog doba (Prediliri ili ranoilirska plemena), koja su u međuvremenu izumrla ili bila asimilirana među klasične Ilire, pa kasnije u doba rimskih osvajanja tu više nisu živjela: Fecusses, Rundictes, Hythmites, Bullini, Mannii, Hylaei, Ismenoi, itd. Prve povijesne podatke o Ilirima donose starogrčki zemljopisaci u 6. st. pr. Kr.
Ilirska plemena su počela uspostavljati kompleksnije proto-državne tvorevine pod mediteranskim (pretežno helenskim) utjecajima tek u kasno željezno doba. Iliri nisu živjeli u organiziranoj državi, nego u plemenskim zajednicama, a jedini izuzetak je razdoblje od 250. pr. Kr. – 167. pr. Kr., kroz koji period je postojalo Ilirsko kraljevstvo. Poznati su im kraljevi Agron, Epulon i kraljica Teuta. Rimskim osvajanjima dolazi do selektivne globalizacije domorodaca i djelomičnog prihvaćanja zajedničkoga mediteranskog identiteta koji se vidi kroz djelomičnu romanizaciju autohtone populacije. Dolaskom Slavena u ove krajeve, vjerojatno bi se samo u planinskim krajevima sačuvalo stanovništvo izvornoga ilirskog iskona (što ne potvrđuje nova biogenetika koja pokazuje baš obratno). Iliri znatno sudjeluju u etnogenezi današnjih Albanaca, ali i doseljenih južnoslavenskih naroda.

## Povijest
Iliri (grčki Ἰλλυρıοί, Illyrioí, latinski Illyrii) su bili skupina međusobno srodnih indoeuropskih naroda koja je od kraja brončanoga doba i u antičko doba nastavala uglavnom zapadna područja Balkanskoga poluotoka. Svi Iliri pripadaju istomu jezičnom i kulturnom krugu. Doselili su se onamo na početku željeznoga doba (kraj II. i poč. I. tisućljeća pr. Kr.). Od VI. st. pr. Kr. s njima dolaze u dodir grčki zemljopisci, pa od tada potječu prve pisane vijesti o njima. Zbog specifičnih povijesnih odnosa i labavosti njihovih međusobnih veza nisu se oblikovali u jedinstveni narod, već su ih zajedničkim imenom Ilira počeli nazivati Rimljani, po analogiji Ilirika kao zemljopisnog naziva.
Na istočnoj jadranskoj obali spominje ih već grčki logograf Hekatej iz Mileta (oko 500. pr. Kr.). Stoljeće i pol poslije Pseudo-Skilak navodi imena nekih ilirskih naroda i lokalizira njihova naselja na obalnome pojasu približno od rijeke Krke do Vlore (Vlorë) u Albaniji. Čini se da su se prvotno samo pripadnici jedne etničke skupine, naseljene negdje na granici Epira, zvali Iliri. To su možda Plinijevi »Iliri u užem smislu« (tzv. pravi Iliri, Illyrii proprie dicti). Poslije se naziv proširio na narode sjeverozapadnoga dijela istočne jadranske obale (na Histre i Liburne) i na narode u unutrašnjosti sve do Drave i Dunava. U znanosti još nije riješeno pitanje geneze i podrijetla Ilira. Ranije hipoteze o njihovu podrijetlu i dolasku iz srednje Europe, s područja unjetičke i lužičke kulture, danas su uglavnom napuštene. Po jednoj hipotezi Iliri bi na Balkanskom poluotoku bili autohtoni stanovnici jer pokazuju stanovit kontinuitet s nekim prethodnim kulturama. Mitologija ih je dovodila u vezu s Ilirijem, sinom Kadma i Harmonije.
Antički pisci (Herodijan, Livije, Plinije, Strabon, Teopomp i dr.) donose i poneku vijest o fizičkoj konstituciji i o životu Ilira: tvrde za njih da su bili visoka rasta (natprosječno visoki, tamne kose i tamnih očiju; slični današnjem stanovništvu dinarskog područja), jaki, dobri ratnici, odani piću, da nisu mnogo pazili na čistoću, da su svake osme godine ponovno dijelili zemljišne posjede. Živjeli su u patrijarhatskim zajednicama, politički razjedinjeni, u međusobnim borbama i u neprijateljstvu s grčkim kolonistima i s Makedoncima, a poslije i s Rimljanima. Živjeli su djelomično u utvrđenim gradinama obično na vrhovima brda i brežuljaka koja su gradili u blizini plodnih polja i trgovačkih putova, a bavili su se poljodjelstvom, lovom i (u primorju) gusarenjem. Uz rijeke živjeli su i u sojenicama. U svojim naseljima razvili su obradu kovina i izradu keramike. Važnu ulogu u oblikovanju Ilira imali su nositelji kulture žarnih polja. Ovi su se pomiješali sa stanovništvom koje je bilo nositelj kultura kasnoga brončanoga doba. Iliri su bili potomci prvih Indoeuropljana koji su se doselili na jugoistok Europe u doba početka upotrebe kovina. U pojedinim slučajevima u oblikovanju ilirskih skupina imale su važnu ulogu i predindoeuropske narodnosne skupine. Nakon upada Kelta na Balkanski poluotok neka su se ilirske etničke skupine pomiješale s njima: o Japodima Strabon izričito kaže da je ilirski narod pomiješan s Keltima. Tako su neki narodi, koje antički autori navode kao ilirske, zapravo već ilirsko-keltska mješavina.
U razdoblju od početka 1. tisućljeća pr. Kr. počinju se oblikovati različita ilirska plemena. Sami Iliri su mješavina različitih, premda srodnih etničkih elemenata. Zaposjeli su sve zemlje od ušća rijeke Pada (Veneti) pa do Dunava kod Beča (Panonci), od Dunava do Epira na jugu (Taulanti), od Jadrana na zapadu pa do meridionalnog toka Dunava i Morave i do izvora Vardara, gdje su im susjedi bili trački Tribali. Iliri su prodrli sve do Epira, odakle su se (možda oko 1000. pr. Kr.) prebacili u Italiju i zaposjeli njezinu jugoistočnu obalu (Japigi, Daunijci, Kalabri, Mesap/ijc/i i dr.). Iz Epira su se proširili i u središnju Grčku, pa i na Peloponez, a sjeverno od Epira naselili su dijelove današnje Sjeverne Makedonije i Srbije. Možda su sudjelovali i pri osvajačkim pohodima Tračana u Maloj Aziji. Na istočnoj obali Jadrana najistaknutiji su ilirski narodi bili Histri u Istri, a dalje prema jugoistoku Liburni, Delmati, Daorsi, Ardijejci i Plereji. U unutrašnjosti zemlje: Karni, Latobici i Norici u današnjoj Sloveniji; Japodi u zaleđu Hrvatskoga primorja; Panonci: Jasi, Kolapijani, Varcijani i Breuci u međurječju Sava – Drava – Dunav; Mezeji, Ditioni, Desidijati i Autarijati u unutrašnjosti Bosne i Hercegovine; Dardani na Kosovu, u Srbiji i Sjevernoj Makedoniji; Peonci, Linkesti i Dasareti u Sjevernoj Makedoniji i Dokleati u Crnoj Gori; Taulanti, Labeati i Atintani u Albaniji.
Među ilirskim plemenima na današnjem području Hrvatske ističu se Histri, Liburni, Japodi, Delmati i Ardijejci. Tijekom VIII. st. pr. Kr. oni sve više počinju koristiti željezo za izradu oružja i oruđa. Najpoznatija su ilirska gradinska naselja, tj. utvrde na uzvišicama i brežuljcima, građeni tehnikom suhozida, ali ponekad (pod utjecajem Grka) bile su građene i od velikih kamenih blokova. Ponekad je oko jedne gradine bilo i više krugova zidina. Današnji toponimi – gradina, gradinje, gradište, gračišće, kašteljir (tal. castelliere), dokaz su tih ostataka. Na obalama Jadranskoga mora našli su ih u VII. i VI. st. pr. Kr. Grci, koji su poslije osnovali svoje kolonije. Najstarija i najveća grčka kolonija na Jadranu, Issa osnovana je na otoku Visu između 397. i 390. pr. Kr. Issa se politički osamostalila i brzo postala jaka gospodarska i vojna sila. Osnovala je nekoliko svojih kolonija na srednjem Jadranu – u IV. st. pr. Kr. na otoku Korčuli u današnjoj Lumbardi, u III. st. dvije kolonije na kopnu, Tragurij (Tragoúrion, Trogir) i Epetij (Epétion, Stobreč), a u II. st. pr. Kr. utemeljila je uz već postojeće ilirsko naselje trgovački emporij Salonu (Salonai, Solin). Pretpostavlja se da su u srednjem Jadranu postojala i druga grčka naselja (Herakleja i dr.).
Izuzev površnih dodira, trgovačke razmjene i ratovanja, te su nove urbane strukture živjele izolirano od svog prapovijesnog okoliša. Iliri pod utjecajem Grka unapređuju vinogradarstvo i maslinarstvo, počinju koristiti novac i pismo, a usavršili su i svoje građevne tehnike. Doseljeni Grci brzo su se počeli miješati s Ilirima. Sve grčke naseobine, osim Isse i od nje osnovanih naselja (Epetion, Tragurion), na kraju su priznale vlast Ilira (do 230. pr. Kr.). Prije nego što su se Iliri obračunali s Grcima, počeli su se među njih doseljavati Kelti. U prvoj četvrtini 4. st. pr. Kr. među panonske Ilire dolaze Kelti, gdje im je glavno mjesto bilo Segestica (poslije Siscia, Sisak), a sredinom istoga stoljeća na jug u Dalmaciju do donje Neretve, i na istok do Morave. Na poč. III. st. pr. Kr. prekrivali su prostor od Atlantskoga oceana do Karpata, od sjeverne Europe do Sredozemlja. Tako je nastao jedinstven kulturni krug, u kojem je prevladavala latenska kultura, kojoj su nositelji bili Kelti i plemena što su potpala pod njihovu vlast. U zemljama u kojima su se naselili Kelti su se etnički izmiješali sa starosjediocima, osobito s Venetima i Ilirima.  Iz te mješavine nastala su različita plemena, od kojih su bila najznatnija: Ardijejci (od Vojuše do Neretve), Delmati (od Neretve do Krke), Liburni (od Krke do Raše u Istri), Histri (u Istri do Raše), Japodi (od gornje Kupe do gornje Une); Panonci: Kolapijani (na Savi i s obiju obala Kupe), Jasi (između Varaždina i Daruvara), Breuci (od bosanske Posavine do Osijeka), keltski Skordisci (od Srijema i Mačve do Morave).
Dodiri među samim Ilirima nisu bili tako jaki da postanu zamašnjak integracije u veće narodnosne cjeline. Rimljani su istočnu obalu Jadrana osvajali postupno, prodirući najprije na one dijelove priobalja s kojih je prijetnja sigurnosti plovidbe bila u određenom trenutku najjača. Oni su i uveli u uporabu skupni naziv Ilira, ali tek kada su osvojili cijelo područje i nadjenuli mu ime Ilirik (Illyricum). Iliri su samo jednom uspjeli stvoriti veću državu: u III. st. pr. Kr. okupili su Ardijejci pod svojom vlašću neka ilirske narode i organizirali državu (kralj Agron), koje se teritorij protezao od rijeke Krke sve do današnje Albanije. Kada su gusarskim pothvatima ugrozili trgovinu na Jadranu, sukobili su se s Rimljanima (229. pr. Kr.). U ratu su bili pobijeđeni, a njihova država, pod kraljicom Teutom, bila je sužena na uski pojas približno od Dubrovnika do grada Lezhe (Lezhë) na Drimu. Tada je ustrojen je rimski protektorat Ilirik nad grčkim kolonijama na istočnoj obali Jadrana i nad njihovim zaleđem. U vojnom pohodu protiv ilirskoga kralja Gencija (167. pr. Kr.) Rim je kao pobjednik zavladao i njegovom državom. U novim ratovima (156. pr. Kr. protiv Delmata, 135. pr. Kr. protiv Ardijejaca i Plereja, 129. pr. Kr. protiv Histra i Japoda, od 78. do 76. pr. Kr. protiv Delmata, i dr.) Rimljani su osvojili sve više područja naseljenih Ilirima. Novim osvajanjima Ilirik se proširio.
Pitanje vremena osnutka provincije (rimsko upravno područje) na istočnoj jadranskoj obali nije razriješeno, no to je bilo svakako nakon 167. pr. Kr., kada su Rimljani porazili ardijejskoga kralja Gencija (Gentius), odnosno prije 68. pr. Kr., kada su osvojili delmatsku Salonu. Tada su se počela zaboravljati imena pojedinih ilirskih naroda. Histrija je također bila dijelom Ilirika, i to nakon rimskoga osvajanja 177. pr. Kr. sve do Augustova doba (kraj I. st. pr. Kr.), kada je granica Italije premještena s Rižane na Rašu, a Istra postala sastavnim dijelom Italije. Istočna Istra od Raše do Učke ostala je u Iliriku. U drugoj pol. I. st. pr. Kr. rimski je Ilirik obuhvaćao područje od rijeke Raše u Istri do rijeke Mati u Albaniji. Od 27. pr. Kr. bio je senatska pokrajina, kojoj je potom bio upravno pripojen i teritorij Panonije. Iliri su definitivno skršeni od 6. do 9. god. (Batonski rat). Ilirik je podijeljen u dva dijela, nove pokrajine: Pannonia superior i Provincia Illyricum (taj obalni dio sa zaleđem poslije je dobio ime Dalmatia). Južni dio Hrvatske, zajedno sa svojim hercegovačko-bosanskim zaleđem, pripadao je rimskoj provinciji Dalmaciji, a sjeverni provinciji Panoniji. Otada počinje romanizacija Ilira, koja je, međutim, aktivnije zahvatila samo okolicu upravnih središta, garnizona, vojnih uporišta i postaja na cestama.
Otada Iliri ulaze u rimsku vojsku, stječu različite položaje u upravi, a neki od njih postaju i carevi (Aurelijan, Prob, Dioklecijan, Konstantin i dr.). Dolazak Rimljana u ilirske krajeve izazvao je velike promjene u sveukupnom životu, pa tako i u umjetnosti. Rimski likovni izraz prihvatilo je uglavnom gradsko stanovništvo, dok su starosjedioci nastavili razvijati svoju umjetnost, koja je procvala u doba kasnoga Carstva. Ni ime Liburnije i Liburna nije zaboravljeno, jer se ponovno vraća u službenu uporabu za Dioklecijanovih i Konstantinovih reformi (kraj III. i prva pol. IV. st.) kao jedan od triju administrativnih i sudbenih kotara na koje je bila podijeljena Dalmacija (conventus Liburnicus).
Dioklecijanovom je reformom Ilirik postao jedna od četiriju prefektura Rimskoga Carstva, koja je obuhvaćala gotovo cio Balkanski poluotok, a upravno je bila podijeljena na dijeceze Illyricum orientale i Illyricum occidentale. U sklopu te prefekture, kojoj je Konstantin I. Veliki priključio još Epir, Ahaju i Makedoniju, područje nekadašnje provincije Ilirik bilo je podijeljeno na tri manje provincije: Dalmatia, Praevalitana i Epirus nova. Takva upravna podjela uglavnom se sačuvala do doseljenja Slavena na Balkanski poluotok.
Ime Iliri i naziv Ilirik očuvali su se u predaji i nakon doseljenja Slavena na Balkanski poluotok. Bizantski pisci počeli su u srednjem vijeku Slavene nazivati Ilirima, u XVII. i XVIII. st. govorilo se o »ilirskoj narodnosti« u Ugarskoj, u Beču je 1745. bila osnovana Ilirska dvorska deputacija, a 1809. formirane su Napoleonove Ilirske pokrajine. God. 1816. Austrija je od pokrajinâ Kranjske, Koruške, Gorice, Gradiške i Istre stvorila Kraljevinu Iliriju, a narodni pokret koji se u prvoj pol. XIX. st. razvio u Hrvatskoj nazvan je ilirski pokret.

## Jezik
Nema lingvističkih dokaza da su svi stanovnici Ilirika u predrimsko doba govorili jednim jezikom. Zato je umjesto izraza »ilirski jezik« ili »jezik Ilira« bolje govoriti o »jeziku ili jezicima Ilirika«, odnosno o »iliričkim jezicima«. Iz doba prije romanizacije na cijelom području Ilirika nije pronađen ni jedan natpis na nekom autohtonom jeziku. Natpis na prstenu iz mjesta Kalaja Delmaçës u Albaniji, za koji se dugo vjerovalo da predstavlja jedini tekst na »ilirskom« jeziku, zapravo je na bizantskom grčkome. Jedini jezični ostatci iz predrimskoga doba na cijelom području od Istre do Epira stoga su imena mjesta (toponimi) i ljudi (antroponimi). Većina je antroponima zabilježena na nadgrobnim natpisima iz rimskoga doba, a njihovi su nositelji bili romanizirani stanovnici Ilirika koji su zadržali nerimska imena. Osim toga, sačuvano je i nekoliko glosa, riječi za koje se u grčkim i rimskim tekstovima tvrdi da su iz »ilirskoga« jezika, npr. sabaium za neku vrstu piva.
Znanstveno proučavanje predrimskih jezičnih ostataka u Iliriku počelo je krajem XIX. i početkom XX. stoljeća, osobito u radovima bečkih indoeuropeista Paula Kretschmera i Hansa Krahea. Na njihova se proučavanja nadovezuje i hrvatski jezikoslovac Anton Mayer, čije je sintetsko djelo o jeziku Ilira objavljeno u Beču (1957. – 1959.). Prvi je naraštaj ilirologa utvrdio da su neki jezični ostatci u Iliriku nedvojbeno indoeuropskog podrijetla, pa su stoga pretpostavili da je »ilirski« bio indoeuropski jezik (premda je ostalo nejasno treba li ga smatrati centumskim, poput latinskoga, ili satemskim, poput albanskoga). Međutim, nekritički su »ilirskima« smatrali i jezične spomenike venetskoga (u sjeveroistočnoj Italiji) i mesapskoga (u Apuliji), a predlagali su i »ilirske« etimologije toponima na širokome području istočne Europe sve do Baltika. Na taj je način termin »ilirski« izgubio svaki operativni lingvistički smisao.
Značajan napredak u proučavanju iliričkih jezičnih ostataka učinjen je 1960-ih u radovima Radoslava Katičića, koji je dokazao postojanje triju različitih imenskih područja unutar Ilirika: liburnsko-sjevernojadranskoga, dalmatsko-panonskoga i južnodalmatinsko-sjevernoalbanskoga. Imensko je područje određeno distribucijom antroponima i tvorbenih oblika karakterističnih za nj, koji se pojavljuju gotovo isključivo u danom području. Tri se imenska područja u Iliriku približno podudaraju s područjima triju velikih naroda koja su ondje živjela u antičko doba (Liburni, Delmati i tzv. Illyrii proprie dicti: »Iliri u pravom smislu«). U kasnijim je istraživanjima utvrđeno da se, u okviru liburnsko-sjevernojadranskoga imenskoga područja, Istra može izdvojiti kao posebno potpodručje, a jedinstvenost dalmatsko-panonskoga područja dovedena je pod sumnju. Do danas je nesigurno u kojoj su mjeri u predrimsko doba imenskim područjima Ilirika odgovarala područja različitih jezika, a samim time ostaje nejasno i pitanje o broju i naravi jezika koji su se govorili prije romanizacije.

## Uporabni predmeti
Proizvodnja keramike imala je golemo značenje u svakodnevnom životu Ilira. 
Bili su pravi majstori u izradi keramičkih posuda koje su služili kao:
- žare u koje su stavljali pepeo pokojnika,
- pribor za vršenje kultnih ceremonija ili
- kao posude za svakodnevnu upotrebu u kućanstvu npr.

– pekva (peka) za pečenje jela (kruh, meso, povrće) na otvorenoj vatri,
– posude za hranu,
– cjediljke ili sita,
– keramičke utege za tkalački stan itd.
Do dolaska Kelta keramiku izrađuju rukom, a nakon toga usvajaju lončarsko kolo. Od Grka su usvojili način ukrašavanja posuda. Posude su pekli u lončarskim pećima.
Od metalnih predmeta su koristili: obredne posude – situle, sjekire, dlijeto, igle, škare (za rezanje brkova i striženje ovaca).
Koristili su i koštane igle.
Koristili su ručni žrvanj, a nakon kontakta s Grcima su upoznali rotacijski žrvanj.

## Umjetnost
Iliri su na prostorima koje su nastavali ostavili značajna arheološka svjedočanstva o svojoj materijalnoj i duhovnoj kulturi. Isprva su razvijali umjetnost u kojoj su uglavnom prevladavali geometrijski motivi (trokuti, rombovi, kružnice, spirale i dr.), najčešće na kovinskim ukrasima i uporabnim predmetima, ali i na keramičkim posudama. Već u VI. st. pr. Kr. jačaju utjecaji helenske umjetnosti, koja je prodirala izravno dolinama rijeka, preko grčih kolonija na Jonskom i južnim dijelovima Jadranskoga mora ili preko etrurskih i drugih kultura u Italiji. Pod utjecajem grč. antropomorfne umjetnosti, ali i s razvojem likovnih umjetnosti kod samih Ilira, u različitim dijelovima ilirskih zemalja pojavio se niz vrijednih umjetničkih ostvarenja.
. U selu Prozoru kraj Otočca otkriveni su ostatci naselja i nekropola ilirskih Japoda iz 1. tisućljeća pr. Kr. Život se ondje odvijao i u rimskom razdoblju. Visoku razinu umjetničkog obrta predstavljaju brončani ukrasni predmeti specifičnih oblika, poput ukrasa za glavu (oglavlja), privjesaka, okova za pojas, kopči, fibula i dr., dok posebno obilježje nakitu daju jantar i staklena pasta.]]
Od početka VI. st. do kraja IV. st. pr. Kr. u sjevernim je ilirskim krajevima cvala jedna od najzanimljivijih ilirskih prapovijesnih umjetnosti, tzv. situlska umjetnost, koja je nastala spajanjem umjetničkih i kulturnih elemenata iz Grčke, Etrurije i autohtonoga stanovništva. Naziv je dobila po brončanim situlama (vjedro s poklopcem), raskošno ukrašenima prizorima iz svakodnevnoga života, prikazima različitih životinja te geometrijskim i drugim motivima izrađenima tehnikom iskucavanja.
Takvi su prikazi nađeni i na ukrasnim pojasnim pločicama, rjeđe na kacigama i drugim predmetima (grobni prilozi u Nezakciju kraj Pule).
Pod utjecajem te umjetnosti razvila se, od V. st. pr. Kr. do rimskoga doba, na području Japoda izvorna domaća likovna umjetnost na kamenim urnama s prizorima vezanima za kult pokojnika i pogrebne običaje (primjerci iz Ribića i Jezerina nedaleko od Bihaća). Brončani stilizirani antropomorfni i zoomorfni privjesci, aplikacije na kopčama i pektoralima iz Kompolja, Prozora, Otočca i drugih lokaliteta u Lici zanimljivi su za upoznavanje japodske umjetnosti i religije. Iskapanja u glavnom gradu Histra Nezakciju otkrila su niz kamenih kipova gotovo naravne veličine, koji su pripadali nekomu monumentalnom ilirskom svetištu iz V. do IV. st. pr. Kr.; ta osebujna i na ilirskom tlu jedinstvena umjetnost nastala je pod utjecajem grčke umjetnosti, koja je preko Italije stigla među sjeverne Ilire. Dolazak Kelta na ilirski teritorij u IV. st. pr. Kr. nije bitnije utjecao na ilirsku umjetnost; osebujni biljni ornamenti, prepoznatljivi motivi keltske umjetnosti, pojavljuju se jedino na oružju i nekim ukrasnim predmetima.
Iz prapovijesnog doba, posebice na području Istre, Hercegovine i Albanije, potječu ostatci mnogobrojnih ilirskih utvrđenih naselja (gradina ili kasteljer), isprva sagrađenih od velikih kamenih blokova nepravilna oblika, a od V. st. pr. Kr. od klesanoga kamena kvadratna oblika. Osim gradinskoga Iliri su poznavali i sojenički tip naselja; najbolje su istražena sojenička naselja na rijeci Savi i Uni. U krškim krajevima, od Istre na sjeveru do Epira na jugu, gradili su kamene kuće četverokutna ili kružna tlocrta; kružni tip sačuvao se u Istri i Dalmaciji sve do danas kao pastirska, odn. poljska kućica (bunja, poljarica, kažun).
Dolazak Rimljana u ilirske krajeve izazvao je velike promjene u sveukupnom životu, pa tako i u umjetnosti. Rimski likovni izraz prihvatilo je uglavnom gradsko stanovništvo, dok su starosjedioci nastavili razvijati svoju umjetnost, koja je procvala u doba kasnoga Carstva. Tada su nastali nadgrobni i votivni spomenici s likovima pokojnika i domaćih božanstava isklesanih u plitkome reljefu, s licima prikazanima en face, tehnikom koja podsjeća na stariju autohtonu drvorezbarsku tradiciju. Pod utjecajem grčko-rimske umjetnosti razvili su ilirski umjetnici posebne oblike nadgrobnih spomenika, prepoznatljive za neke ilirske krajeve (npr. Liburnijski cipus, tip nadgrobnoga spomenika cilindrična oblika s borovim češerom na vrhu). Na mnogim se sačuvanim umjetničkim ostvarenjima Ilira iz rimskog razdoblja nalaze stari ornamentalni i simbolični motivi, koji se pojavljuju sve do kasne antike, a neki su od njih nadživjeli pojavu kršćanstva i propast Rimskoga Carstva te postali sastavnim dijelom umjetničke baštine naroda koji danas žive na zapadnom dijelu Balkana.

## Život i običaji
Iliri se danas smatraju prastanovnicima zapadno- i centralno-balkanskog područja. Iliri se nisu libili baviti nikakvim poslovima. Kod njih susrećemo i stočarstvo i poljoprivredu, i lov i ribolov, a bavili su se i gusarstvom, kao i rudarstvom. Poznavali su i metalurgiju.

### Naselja
Naselja Ilira razlikuju se od mjesta do mjesta. Njihova naselja, poznata su kao gradine, a u Istri kasteljeri (castellieri). 
Obično su ih podizali na teško pristupačnim mjestima, obično na prirodnim uzvisinama ili obroncima bregova koji su okruženi rijekom tj. na položajima koje je bilo lako braniti od neprijatelja. 
Drugi važan razlog pri izboru mjesta gdje će podignuti naselje bio je gospodarski (najveći dio gradina nalazi se na obroncima bregova koji se nalaze neposredno iznad plodnih dolina). Svoje gradove opasivali bi obrambenim zidinama i kulama, a ponekad su gradili i po dva-tri obrambena pojasa. Sve do rimskog doba, a ponegdje i kasnije, Iliri su svoje utvrde uglavnom gradili tehnikom suhozidine, a tek poslije dolaska Rimljana počinju upotrebljavati u žbuku. Visina je takvih zidina bila različita, tako da neke nisu bile više od 2 do 3 m, a nekima su i današnji ostaci visoki više od 8 m.
Veće gradine su bile naseljene, dok su male gradine služile kao zbjegovi u koje su se u slučaju opasnosti sklanjali stanovnici obližnjih neutvrđenih naselja. Vjeruje se da su male gradine u blizini većeg utvrđeno naselja služila kao skloništa za stada stoke u slučaju opasnosti od neprijatelja, a neke pak kao kultna mjesta. Raspored kuća u naseljenim gradinama uglavnom je slijedio konfiguraciju zanljišta, pa su tako kuće u okruglim ili ovalnim gradinama bile postavljene uz bedeme i onda se u koncentručnim nizovima sužavale prema središtu naselja. Takav urbanistički raspored se očuvao u Istri (Bale, Pula), odoljevši tako i snažnom urbanističkom kanonu kakav je bio rimski.
Oni Iliri koji su došli u dodir s Grcima naučili su graditi zidove od pravilno klesanih kamenih blokova, često velikih dimenzija, tako da takve zidine s pravom zovemo megalitskim (npr. Daorson).
Uz rijeke su Iliri podizali sojenička naselja.
U kontinentalnim područjima gdje je klima oštra gradili su zemunice, dijelom ukopane u zemlju. Prema Strabonu, istočna plemena poznata kao Dardanci, zemunice su gradili ispod gnojnica (jer trulež gnoja stvara toplinu).

### Pića
U pretpovijesno doba su znali su proizvoditi razne vrste piva i nazivali ga narodnim imenom sabaia ili sabaium, a posebno su obožavali medovinu koju su pravili posebnim postupkom od meda i vode, što su ga i sami Grci od njih naučili.
Strabon je zabilježio u I. st. pr. Kr. da je istočna obala Jadrana bogata maslinicima i vinogradima. U rimsko doba se u Iliriji proizvode izvrsna vina, a posebno je bilo poznato ono koje se proizvodilo u Pucinumu u Istri. Car Probus je dao zasaditi vinovom lozom Frušku Goru. 
Ako je vjerovati vijestima starih pisaca, Iliri su bili velike pijanice. Ilirski kralj Gencije je bio po riječima Polibija pijan dan i noć, a njegov prethodnik na Ilirskom prijestolju Argon umro je nakon što se opio i dobio pleuritis. Poznat je i podatak da su Kelti porazili Ardijejce varkom u kojoj je bila odlučujuća sklonost ilirskih vojnika pretjeranom jelu i piću.

### Rođenje, trajanje života i smrt
Varon nam pripovijeda kako su ilirske žene lako rađale. Kad bi došlo vrijeme porođaja, udaljile bi se s posla u polju, rodile bez ičije pomoći i odmah se vratile i nastavile raditi, držeći dijete u naručju "kao da su ga našle, a ne rodile". Imali su veliku smrtnost male djece, prosječan životni vijek je bio 39 g. za muškarce, a 36 g. za žene, a bilo je ljudi koji su doživjeli 100 g. (ili čak 125 u Saloni)

### Tetoviranje
Svoja tijela Iliri su tetovirali zašiljenim brončanim iglama i o tome je pisao i dobro informirani grčki geograf Strabon. To potvrđujuju i arheološki nalazi: u grobovima u Glasincu, sojeničkom naselju u Donjoj Dolini kod Bosanske Gradiške i drugdje otkrivene su kratke veoma zašiljene igle koje bi se nataknule na držak. S tim iglama su pretpovijesni Iliri bockali kožu i tetovirali na njoj razne ornamentalne motive.
Fra Zvonko Martić i Ćiro Truhelka smatraju da običaj tetoviranja katolika u BiH zvan sicanje potiče iz ilirskih vremena.
Optužuje ih se i za prinošenje ljudskih žrtava, a sumnja se da je među njima bilo i ljudožderstva kao i kod Skordiska, koji su se kasnije pomiješali s njima.

### Odjeća
Odjeća se sastojala od bijele košulje koja je visjela sve do koljena i opasane oko pojasa i ogrtača. Smatra se da se u toj najobičnijoj ilirskoj muškoj košulji treba vidjeti prototip tunike dalmatike, odjeće koja je ušla u upotrebu u Rimu i drugim dijelovima carstva u II. st.post.Kr. i koja je postala omiljena odjeća rimskih visokodostojanstvenika, pa i careva, da bi naposljetku postala liturgijskom odjećom u kršćanskoj crkvi i sačuvala se sve do danas. 
Glave su pokrivali s nekoliko vrsta kapa.
Ogrtač što su ga nosili Iliri nije se razlikovao od onog u Grčkoj chlamys ili Rimu sagum. Obično su ogrtači bili pričvršćeni o desno rame kopčom. Lijep orimjer izgleda takvog ogrtača možemo vidjeti na spomeniku plesača iz Zaostroga kod Makarske.
Ženska nošnja se sastojala od: donje haljine s dugim rukavima dužine do stopala, gornje haljine i ogrtača. Ta bi se haljina u struku potpasala. 
Ilirske žene su također odijevale tip haljine koja je u struku bila rezana tako da je gornji dio gladak, a donji nabran i zvonolik. 
Ilirkinje su kao pokrivalo za glavu nosile marame koje su pustile da padaju na ramena. Oko tih glave su vezale druge marame i na njih vješali brončane privjeske. 
Na nogama su nosili kožne opanke.

### Lijekovi i medicina
Iliri su poznavali niz ljekovitih trava kojima su liječili razne bolesti. Najpoznatija među tim biljkama bila je Iris illyrica ili perunika, čija višestruka ljekovita svojstva uvelike hvale antički pisci, od grčkog filozofa Teofrasta, do liječnika Pedanija Dioskorida i polihistora Plinija. Prema Dioskoridu osušeni prah irisa zacjeljuje čireve, uspavljuje, liječi glavobolju, a samljeveni podanak pomiješan s medom djeluje kao abortiv. Plinije zna da, osim za liječenje bolesti, otmjene rimske gospođe nose oko vrata nanizane tablete s prahom irisa kako bi prekrile neugodan zadah znoja. Zanimljivo je da Plinije preporučuje da se osušeni podanak (rhizom) perunike objesi oko vrata maloj djeci kada im niču zubići, a taj se običaj sačuvao u nekim našim krajevima sve do danas

### Zanatstvo
Iliri su bili vješti mnogim poslovima pa tako i u izradi zlatnog, srebrnog i brončanog nakita: narukvice, fibule, privjesci, ogrlice, ukrasne kopče i aplike. Posuđe Ilira je od keramike, ali su proizvodili i metalno posuđe, oblici im bili situla (vjedro s poklopcem) i vjedro. Sjekire su im od kamena, bronce i željeza. Dlijeta su bila od bronce i željeza (dva tipa).

### Poljoprivreda
Iliri su poznavali poljoprivredu i uzgoj pšenice, ječma, prosa, te mahunarke kao što su grašak, leća i bob. Plemena uz obalu uzgajala su i vinovu lozu, što su vjerojatno naučili od susjednih Grka. U obradi zemlje Iliri su se služili koštanim motikama napravljenim od jelenjeg roga. Tek su od Kelta dobili ralo, a ovo se odnosi i na škare. U Albaniji su ralo Iliri dobili od susjednih Grka, a ostali dolaskom Rimljana. Već u mlađem Željeznom dobu Iliri poznaju kramp, lopatu, grablje, srp, kosu i kosir, a veći dio tog oruđa je od željeza. Pri pečenju kruha Iliri su se služili pekama. Neki od njih već su imali peći od pečene gline za kuhanje i pečenje,  ali je većina palila vatru na goloj zemlji u sredini sobe ili kutu prostorije, nasuprot vratima. Svoje žitarice mljeli su ručnim žrvnjevima, dok su neki od njih rotacijski žrvanj dobili od Grka, Kelta i Rimljana.

### Stočarstvo i ribolov
Stočarstvo je također važno ilirsko zanimanje i to u svim krajevima, a u nekim i glavni izvor bogaćenja. Iliri su uzgajali svinje, ovce, koze, nešto manje goveda. Imali su i konje i pse.  Lov nije bio najrazvijeniji, hvatali su jelene (zbog rogova), lisice, jazavce, medvjede, dabrove, kune radi krzna. U lovu su koristili strelice s metalnim vršcima, koplja i sulice. Glavno oružje lovca ipak je luk i strijela. Plemena Dalmacije poznavala su strelice s otrovnim vrškom i taj otrov nazivali su 'ninum', a dobivali su ga od otrova tamošnjih zmija. Ribolov također ima značajno mjesto na otocima i u krajevima uz obalu i uz rijeke. Ribolov je za Liburne i napose za Enhelejce bio glavno zanimanje. Ilirska udica je od bronce, imali su željezne osti i koštane harpune. Riječni i primorski Iliri u ribolovu su se služili i izdubenim čamcima (monoksil), a jedan otkriveni primjerak ima dužinu od 12,34 metra. Pomorski Liburni su imali raznolike i bolje građene ribarske brodove tipa lembul (leuti) i manje ribarske barke (paros). Uz obalu mora i na otocima Iliri su se još bavili skupljanjem školjaka (dagnje i priljepci). Meke dijelove ovi ljudi su jeli, dok bi ljuštura kod Histra služila kao amulet i ukras.

### Rudarstvo
Rani Iliri su znali obrađivati bakar, zlato i srebro, a kasnije i željezo. Pri kopanju ruda služili su se pijucima i maljevima. Zdrobljena ruda talila se u posebno građenim pećima. Kalupi za lijevanje pretežno su bili kameni. Razvoju njihove metalurgije pridonijeli su i kasniji Kelti od 4. stoljeća pr. Kr., ali su po arheonalazima bar kod Japoda rudarstvo i metalurgija bili već ranije razvijeni od 8. stoljeća pr. Kr. Nakon Kelta i ostali Iliri raspolažu većim brojem alata.
U području Bosne Iliri su najviše obrađivali broncu. Srebro se obrađivalo tek na jugu njihova područja. Od 2. stoljeća nove ere stagnira proizvodnja zlata a sve se više proizvodi željezo.
Rudarstvu treba ovdje pridodati da su Iliri znali dobivati i sol iz slane vode. Slani izvori bili su glavni razlog vječnim ratovima između  Autarijata i Ardijeja. Da su Iliri bili tehnički razvijeni govori činjenica da su znali proizvoditi i staklo, za čiju je proizvodnju potrebna temperatura oko 650 °C. Iz staklene paste izrađivali su zrnca za ukrašavanje lukova na fibulama i izradu ogrlica, i to još u starijem željeznom dobu.

### Gusarstvo i trgovina
Gusarstvo je za primorske Ilire bio jedan od oblika privređivanja, kao i kod kasnijih hrvatskih Kačića. Iliri su imali malene brze brodice pogodne za brze napade na trgovačke italske brodove, pa i na same grčke gradove. Ovaj posao Ilirima je donosio lijepu korist. Premda su bili gusari, Iliri su se morali baviti i trgovinom. Grcima su Iliri izvozili srebro, pšenicu (grčko tlo je vrlo nepogodno za poljoprivredu zbog sušne klime), kožu, ljekovitu peruniku i drugo. Od njih su najviše uvozili keramiku, oružje i nakit. 
Uzvodno od doline Neretve je u prapovijesti tekao trgovački put kojim je razmjenjivala grčka i roba iz unutrašnjosti.

### Novac
Novac je je uvijek vezan uz trgovinu, ali ga Iliri koriste tek od dolaska Rimljana. Prvi puta počinju ga kovati početkom 4. stoljeća prije Krista u južnoj Iliriji, u gradu Damastionu i taj novac je od srebra. U Albaniji novac se kuje od 3. stoljeća pr. Kr. Daorsi i Labeati novac kuju od 2. stoljeća pr. Kr., a Peonci od 4. stoljeća pr. Kr.

## Društveno uređenje
Plemena Ilira bila su organizirana po rodovima (dekurijama) i bratstvima. Savez bratstava činio je pleme. Dekurija ili rod se većinom sastojao od 150-200 ljudi. Zemlja je bila vlasništvo bratstva i nije se dijelila obiteljima nego rodovima. Broj bratstava razlikovao se po veličini teritorija i broju članova plemena, a mogao je biti određen i organizacijskom strukturom plemena. Tako 12 bratstava nalazimo kod Liburna i Hythmita, ali i kod Peuceta iz južne Italije. Na čelu bratstva stoje 'princeps'i, u tom su svojstvu bili i članovi plemenskog vijeća. Na čelu ovog stajao je 'praepositus'. Neki Iliri, prema Teopompu i Agatarhidu iz Knida, među Ilirima je bilo i ropstva, spominju se Ardijejci i Dardanci. Kod nekih plemena spominju se i ostaci matrijarhata (Liburni). Žene Liburna mogle su se prije udaje podavati kome su htjele. Pseudo-Skilak piše u 'Periplu' kako Liburnima vladaju žene.
Ilirska kraljevstva su se rasprostirala na malenim dijelovima teritorija koji je bio pod Ilirima, te se njihove granice, pa čak ni onih najpoznatijih, ne mogu jasno odrediti Tek su Rimljani zavladali cijelim teritorijem koji su naseljavali Iliri (Ilirik). Zajednica Autarijata pod vodstvom Pleuriasa (330. pr. Kr.) se već smatra kraljevstvom u općem smislu Ali najznačajnija ilirska kraljevstva su ona kralja Bardilisa Dardanskog i Agrona Ardijejskog koji su stvorili posljednje i najpoznatije ilirsko kraljevstvo.

## Rat i oružje
Iliri su bili ratoborna etnoskupina i borbe su se vodile protiv susjeda, pa su plemena ratovala međusobno. Od njihovog oružja treba spomenuti zakrivljeni bodež ili kratki mač sica (izgovor sika), on se možda razvio od zakrivljenog brončanog noža. Tu su još 'sibyna' ili sigyna, dugo željezno koplje, duga bojna sjekira, luk i strijela i kao obrambeno oružje su štitovi, rukobrani, brončani oklop i zaštitne knemide ili 'potkoljenice', te više tipova kaciga.
Mačevi umrlih ili poginulih ilirskih ratnika su se savijali ili lomili na komade i pokapali s njima u grob.

## Pomorstvo
Primorski i otočni Iliri bili su vješti pomorci i brodograditelji. 
Najvještiji ilirski pomorci bili su uz Liburne još Ardijejci, Labeati, Daorsi i Picenti. 
Rimljani, a dijelom i Grci primili su od njih mnoge vještine brodograditeljstva.
Brodice lembos i liburna (liburnica navis) su bili lagani, brzi i velikih manevarskih sposobnosti.
Lembos se spominje kao monorema (brod s jednim redom vesala) i bio je prihvaćen u većini helenističkih flota s određenim modifikacijama, dok je liburna uvijek spominjana kao birema (dvoveslarka) i s određenim modifikacijama, usvojena je u Rimske flote u razdoblju carstva.
Lembos ili lembi, o kojima više znamo kroz povijesne, arheološke i hidroarheološke izvore kao serilama ili serilijama, omanje su brodice sposobne jedino braniti vlastite morske vode. 
O Lembosu su pisali Polibije, Apijan iz Aleksandrije i drugi pisci koji su opisivali ratove između Rimljana i Grka s jedne strane i Ilira s druge strane. Tako od Polibija znamo da je u 100 Lembosa bilo 5000 ilirskih ratnika, što znači da je u jedan brod moglo stati 50 vojnika.
Ni liburnske liburne, koje je visoko cijenio kasnoantički rimski vojni pisac Vegecije, nisu bile puno veće. 
To su bili lagani brzi brodovi velikih manevarskih sposobnosti, idealni za gusarske akcije protiv glomaznih grčkih i italskih trgovačkih brodova. Rimljani su brzo uočili prednosti tog broda, pa su ga zato, nakon što je upravo zahvaljujući velikoj pokretljivosti tih brodova u bitci kod Akcija 31. g. pr. Kr. Oktavijan izvojevao odlučujuću pobjedu nad teškim grčkim ratnim brodovima u sastavu flote Marka Antonija i Kleopatre, uključili u sastav svoje mornarice.
Na osnovi prikaza brodova na novcu plemena Daorsi koje je živjelo na lijevoj strani Neretve može se zaključiti da je to pleme gradilo dva tipa brodova: trgovačke i ratne, te da su ti brodovi bili dugački najviše 15 m, a široki najviše 4,5 m, s plitkim gazim od 1,5 m.

## Ples i glazba
Strabon u djelu Geographica, VII, 5 kaže da su Iliri, premda su im običaji potpuno divlji, oduvijek njegovali glazbu i upotrebljavali puhačke (siringa i frula) i gudačke (gusle) instrumente.
Za jedan instrument – Panovu frulu, tj. siringu (syrinx) ili trstenice može se prilično sigurno tvrditi da je bio općepoznat na cijelom ilirskom teritoriju. Prikaz tog višecijevnog instrumenta nalazi se na situli iz Vača (V. st. pr. Kr.), a na spomenicima iz rimskog doba redovit je atribut domaćeg božanstva šuma i pašnjaka Silvana, odnosno njegovog ilirskog pandana Vidasusa. Također na reljefu iz Zaostroga možemo vidjeti svirača kako svira neki puhački instrument (vjerojatno gunge).
Pjevanje epskih pjesama uz gusle ima svoje duboke korijene u pjevanju ilirskih rapsoda o herojskim djelima predaka.
Od plesova su poznata kola, ratnički plesovi s mačevima i pogrebna kola.

## Pogrebni običaji
Većina plemena kod Ilira svoje pokojne pokapaju pod humkom zajedno s popudbinom, kao što su to radili Dezitijati. Mrtvaci su se ponekad spalili, pa je tek onda pepeo položen u grob. Humci su podizani od zemlje i kamena, a pri njegovom podizanju razbijala se lončarija. Tokom obrednog ukopa plesali su se i pogrebni plesovi. Neki Iliri mrtve su sahranjivali ispod kuće. Kod Liburna mrtvaci su se pokapali u skvrčenom položaju.

## Religija
vidi i: Autohtoni kultovi u Istri
Kod Ilira je religija bila mnogobožačka. Na sjeveru prevladava kult Sunca, u srednjoj Dalmaciji kult Mjeseca i na jugu kult zmije. 
Brojni simboli povezani s kultom sunca (svastika koja simbolizira sunce u pokretu, spiralni ornamenti, privjesci u obliku konja, likovi zmija kao simbol plodnosti i čuvarica kućnog ognjišta, jelen, ptice selice, konj koji vuče kolica itd.) govore o iznimnoj raširenosti tog kulta.
Imali su veliki broj bogova, od kojih su neki poznati samo lokalno. Kod Histra su poznati: Eia, Melesocus, Boria, Iria. Kod Liburna: Anzotica koja se podudara s rimskom Venerom, te božica Ica kojoj je podugnut spomenik u Plominu, pa još Iutossica, Latra i Sentona. Glavni bog Japoda bio je Bindus, zaštitnik izvora i voda, a povezuje se s rimskim Neptunom. Armatus je bio lokalni bog rata u Dalmaciji. Nadalje su ilirski bogovi: Terminus kao zaštitnik meda; Tadenus poistovjećen s Apolonom; Medaurus, zaštitnik grada Rhizon (danas Risan) bio je vjerojatno bog liječništva. Na jugu ilirskog područja poznat je božanski zmijski par Dracon i Draccena. Oko vrata Iliri su nosili amulete da bi se zaštitili od zlog pogleda i nesreća.
Silvan se smatrao božanstvom livada, zaštitnikom pastira i stada, dok se Dijana smatrala božicom lova i divljači, a njihovi su spomenici osobito česti na području gdje je živjelo pleme Dalmata. 
Silvan se često na reljefima prikazivao kao antropomorfni lik božanstva koji je svirao frulu a oko njega su igrale u kolu tri ili četiri nimfe, broj nimfi je varirao od reljefa do reljefa. Nimfe su bile predstavljene kao oskudno odjevene mlade djevojke koje su igrale u kolu oko Silvana. U Ilirskoj mitologiji se navodi da su naseljavale planine i prostore oko potoka, i da su obitavale duboko u šumskim prostorima.

## Ilirska plemena
U idućem popisu su nabrojena klasična plemena Ilira (u najširem smislu) koja su bila poznata u antičko doba Rimljana. Za ranija prapovijesna plemena kojih kod nas više nema u rimsko doba, treba pogledati pod Prediliri (prailirska plemena brončanog doba). Plemena označena zvjezdicom* mnogi noviji autori danas više ne ubrajaju u Ilire nego u drugačije susjedne etnoskupine.
| Rekonstrukcija ilirskoga pješaka. |  | Rekonstrukcija ilirskoga pješaka. |
| Rekonstrukcija ilirskoga pješaka. |  | Rekonstrukcija ilirskoga pješaka. |

| Rekonstrukcija ilirskoga pješaka. |  | Rekonstrukcija ilirskoga pješaka. |
| Rekonstrukcija ilirskoga pješaka. |  | Rekonstrukcija ilirskoga plemića. |

- Abrei, Abroi (Abri)
- Albanoi (Albani)
- Amantini
- Andizetes (Andizeti)
- Ardiaei, Vardaei (Ardijejci)
- Ardiani
- Arrianes
- Atitani. Na Epiru.
- Autariatae (Autarijati)
- Breuci*
- Carni*
- Chelidonioi ( Helidonci)
- Colapiani (Kolapijani)
- Daesitiates (Desitijati)
- Dalmatae (Dalmati), Delmati
- Daorsoi (Daorsi)
- Dardani (Dardanci)
- Daunii (Dauni)
- Deraemistae  (Deremisti)
- Derentini
- Deuri
- Dindari
- Ditiones (Dicioni)
- Docleates (Dokleati)
- Encheleae (Enhelejci)
- Glinditiones (Glinditioni)
- Grabaei
- Histri*. Istra
- Iapodes, Iapudes, Iapydes, (Japodi), Japudi
- Iassi (Jasi)
- Iapyges (Japigi)
- Labeates (Labeati)
- Latobici
- Liburni*
- Maezaei (Mezeji)
- Melcumani (Melkumani)
- Messapii (Mesapi), (Mesapijci). U Apuliji.
- Naransii
- Oseriates (Oserijati)*
- Paeligni (Peligni)
- Paeones (Peonci)
- Parthini (Partini)
- Penestae (Penesti)
- Peucetii
- Picentes (Picenti)
- Pirustae (Pirusti)
- Plearaei (Plereji)
- Poediculi. Italija
- Sallentini (Salentini)
- Sardeaties (Sardeati)
- Scirtones (Scirtoni)
- Sesareti
- Taulanti

## Vanjske poveznice
- Iliri na Hrčku  Arhivirana inačica izvorne stranice od 19. veljače 2021. (Wayback Machine) portalu znanstvenih časopisa Republike Hrvatske
- Rimski ratovi u Iliriku. Povijesni antinarativ Danijel Džino, Alka Domić Kunić, Zagreb, Školska knjiga, 2013.
- Rimski vuk i ilirska zmija. Posljednja borba Salmedin Mesihović, Filozofski fakultet u Sarajevu, 2011. (dvostranična inačica)
- Iliri (engl.) ratničko umijeće starih Ilira
- Ilirski ratovi  Arhivirana inačica izvorne stranice od 29. siječnja 2009. (Wayback Machine) (engl.) Apijan iz Aleksandrije, djelo Rimski građanski ratovi